# Amable O'Connor d'Arlach
Amable O'Connor d'Arlach (1888-1973) fue un funcionario, escritor y poeta boliviano.

## Biografía
Nació en Tarija en 1888, hijo de Tomás O'Connor d'Arlach y Aurora Velasco. Estudió en su ciudad natal, en la que se graduó en Letras y Ciencias en 1904. Se dedicó después a estudiar Medicina en la Universidad de Santiago de Chile primero y en la Universidad de San Andrés de La Paz más tarde. Ostentó diversos cargos públicos, como secretario general del Departamento de Obras Públicas, cónsul de Bolivia en la ciudad inglesa de Liverpool, secretario del Departamento de Gobierno y asistente del ministro de Relaciones Exteriores.
Durante su estancia en Chile, contribuyó con textos a El Día de Santiago y a la revista Literatura y arte de La Paz. En 1912 publicó un volumen de poemas titulado Rimas; fue autor, asimismo, de La Canción del Recuerdo (1912), La sombra de la montaña (1928), Perfumes de colores (1945) y Antes del alba (1950). En los Juegos Florales celebrados en Potosí en agosto de 1919, fue galardonado con el segundo premio, mientras que en una competencia similar organizada en La Paz en diciembre de ese mismo año recibió el tercer premio. Falleció en 1973.